# Pieter Florisse

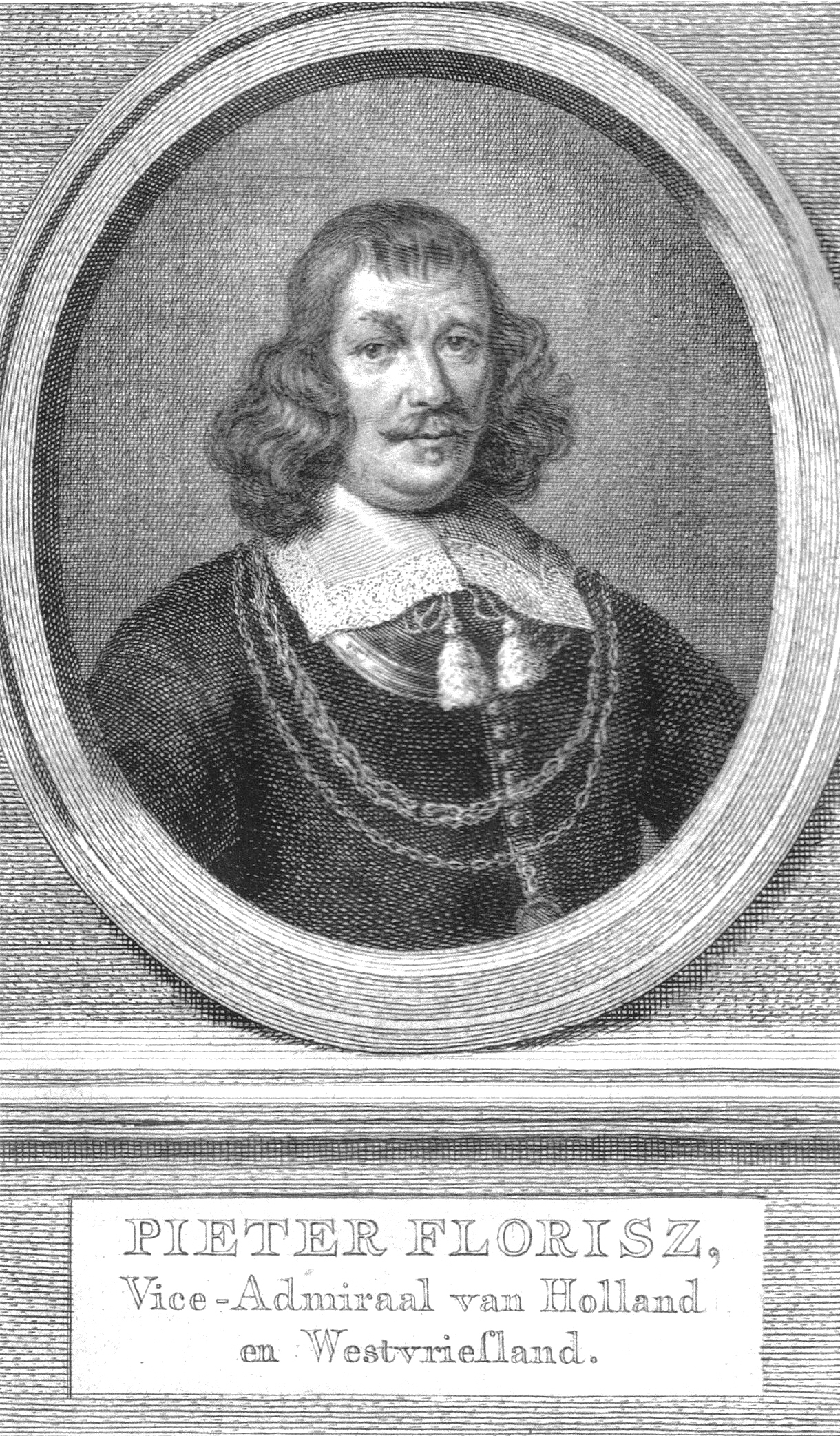
Ets van Pieter Florisse door Jacobus Houbraken

Pieter Florisse Blom (1602 of 1606 - 8 november 1658) was een Nederlands admiraal uit de 17e eeuw. Zijn naam wordt ook gegeven als Florissen, Floriszoon of Florisz. In de geschiedenisboeken wordt "Blom" of Bloem meestal weggelaten.
De geboortedatum van Pieter Florisse is onzeker. Traditioneel wordt meestal 1606 genoemd, een jaartal dat op een postuum portret uit 1662 staat. Het is echter waarschijnlijker dat hij de man is die in 1602 geboren werd als zoon van Floris Hendrickszoon Blom. Hij huwde Lidewij Teding van Berkhout, afkomstig uit het bekende regentengeslacht Teding van Berkhout, en was daarmee via diens derde vrouw aangetrouwde familie van Maarten Tromp. 

## Biografie
Van Florisses vroegste carrière is weinig bekend. Hij was vermoedelijk een Westfries kapitein op de koopvaardij. In 1641 wordt hij, wonend in Monnickendam, aangesteld als kapitein bij de expeditievloot van waarnemend viceadmiraal Aertus Gijsels van Lier die de Portugezen moet bijstaan in hun opstand tegen Spanje. In diezelfde vloot is Michiel de Ruyter tijdelijk schout-bij-nacht en de bronnen vermelden dat Florisse hem kende van een ontmoeting in de Cariben in 1640. Het schip van Florisse, de Gouden Leeuw, werd in een treffen met de Spaanse vloot uit Cádiz reddeloos geschoten. In januari 1642 kwam de Nederlandse expeditiemacht weer thuis.

Florisse op een Zweeds portret

In 1644 wordt Florisse buitengewoon kapitein bij de Admiraliteit van het Noorderkwartier; eigenlijk is hij dan niet meer dan een soort oproepkracht, die ingeschakeld wordt als men de normale vloot voor een bepaald doel uitbreidt. In 1647 commandeert hij de twee schepen die Monnickendam dat jaar bijdroeg aan de vloot van West-Friesland. In 1652 breekt echter de Eerste Engels-Nederlandse Oorlog uit en eenklaps zijn er carrièremogelijkheden te over. Dit jaar wordt hij benoemd tot gewoon kapitein en vanaf 15 mei vrijwel onmiddellijk ingezet als waarnemend schout-bij-nacht en smaldeelcommandant, kennelijk alleen vanwege de anciënniteit, als oudste van de aanwezige kapiteins. In de Slag bij de Singels fungeert hij als zodanig als eskadercommandant, nadat zijn in augustus door een storm beschadigde schip gerepareerd is. Hij is in 1653 als waarnemend viceadmiraal eskadercommandant in de Driedaagse Zeeslag op de Monnickendam van 36 stukken, het schip waarvan hij al sinds 1651 kapitein was; de masten worden van zijn schip geschoten en hij laat zich, nadat hij eerst een tijd achtervolgd werd door de Engelse vloot, naar de rede van Texel slepen. Voor zijn betoonde moed — op de eerste dag van de slag schoof hij zijn schip bij de aanval aan het begin van de slag tussen die van de admiraals William Penn en Robert Blake in om ze te kunnen te enteren — werd hij door de Staten-Generaal beloond met een gouden ereketen. Ook tijdens de Zeeslag bij Nieuwpoort en de Slag bij Ter Heijde bleef hij eskadercommandant op de Monnickendam. In die slag vocht hij een duel uit met de Andrew van Rear-Admiral Thomas Graves, die bij dit gevecht gedood werd.
Op 11 november 1653 werd hij aangesteld als viceadmiraal van de Admiraliteit van het Noorderkwartier, wat bij deze admiraliteit de hoogste rang was. In december overleed zijn tweede vrouw. Hij verhuisde in januari 1654 naar Hoorn, op nadrukkelijk verzoek van de vroedschap van die stad. Omdat Hoorn zelf voor een andere kandidaat gestemd had, wenste Florisse pas zijn domicilie te verplaatsen als de stad hem daar in het openbaar om verzocht. De verhoudingen zouden daarna wat gespannen blijven, ook omdat het nieuwe vlaggenschip van Florisse, de Jozua, ter bezuiniging werd opgelegd. In augustus 1654 hertrouwde hij voor de tweede maal.
In juni 1656 doet Florisse mee aan de expeditie tegen de Zweden met als doel de stad Dantzig te ontzetten. In 1657 maakte hij deel uit van de vloot die in de Portugees-Nederlandse oorlog de kust van Portugal blokkeerde.

## Postuum

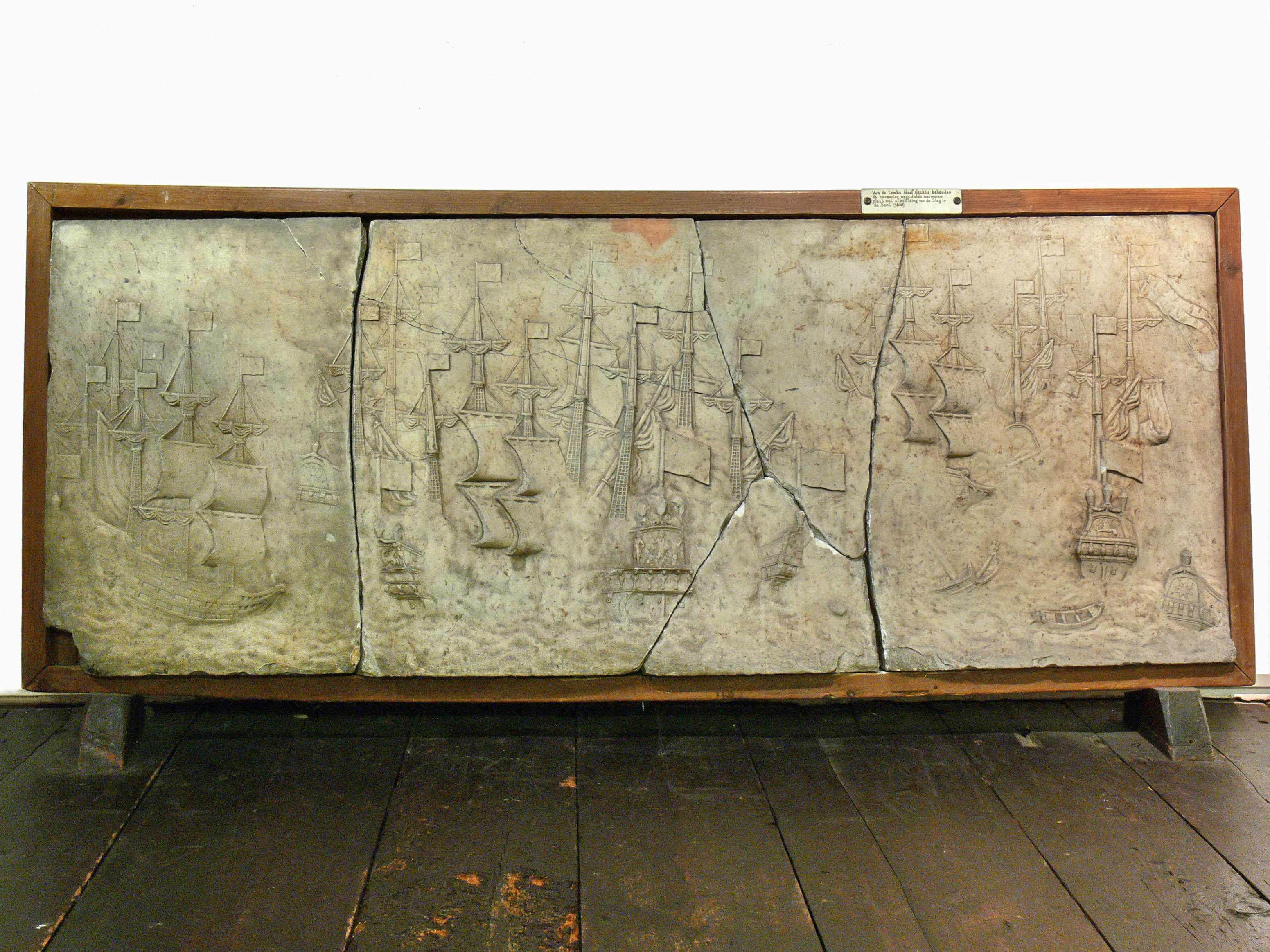
Restanten van het praalgraf van Pieter Florisse

Op 8 november 1658 sneuvelde hij tijdens het ontzet van Kopenhagen als commandant van de achterhoede op de Jozua in de Slag in de Sont tegen de Zweden. Zijn lijk werd gebalsemd en door de Denen met grote eer opgebaard. Op 8 november 1659 volgde een staatsbegrafenis in de Grote Kerk te Hoorn, waar later een marmeren praalgraf werd opgericht, een werk van Pieter van Campfort, dat bij een brand in 1838 grotendeels verloren zou gaan. De marmeren dekplaat en het houten deksel van zijn grafkist zijn wel bewaard gebleven. Een harnas dat bij het graf in de kerk heeft gehangen is, weliswaar beschadigd, ook gered. Dit harnas behoorde waarschijnlijk toe aan Florisse. Deze drie voorwerpen bevinden zich in de collectie van het Westfries Museum. Florisse werd opgevolgd door Jan Meppel; zijn weduwe kreeg een eenmalige uitkering van 3000 gulden.
De Nederlandse marine heeft vier schepen naar hem vernoemd: een linieschip uit 1755, een kanonneerschoener uit 1804, een mijnenveger uit 1937 en een fregat uit 1983. In Hoorn is de Pieter Floriszstraat (in het Venenlaankwartier) naar hem vernoemd.
In 2010 werd er in de woning waar Florisse in Monnickendam gewoond heeft een gevelsteen geplaatst. Officieel ter herinnering aan 655 jaar stadsrechten, maar op deze manier werd Florisse ook als bewoner geëerd.